# 臺中市龍井區龍井國民小學
臺中市龍井區龍井國民小學（簡稱龍井國小）是位於臺灣臺中市龍井區的公立國民小學，1905年創校，2010年12月25日改制為現名，全校佔地約20,350平方公尺。

## 歷史
- 1905年8月15日，創立塗葛堀公學校。
- 1911年，因大肚溪氾濫而造成基本財產流失。
- 1912年3月1日，校舍遷至海埔厝。
- 1920年，校名改為茄投公學校。
- 1921年，更名為龍井第一公學校。
- 1926年，更名為龍井公學校
- 1941年，學制改變更名為龍井國民學校
- 1945年二戰後，改為臺中縣龍井鄉龍井國民學校。
- 1968年，實施九年義務教育改稱為臺中縣龍井鄉龍井國民小學。
- 2009年2月10日，學生活動中心開土動工。
- 2010年3月18日，學生活動中心完工啟用，命名為龍騰館。
- 2010年12月25日，配合臺中縣市合併升格而更名為臺中市龍井區龍井國民小學
- 2018年9月11日，前棟老舊校舍動土典禮。
- 2020年4月，前棟新大樓完工啟用，命名為勤學樓。

### 歷任校長
日治時期
- 津布子金十郎：明治38年8月15日－明治38年12月13日
- 吉森喜三郎：明治39年1月12日－大正4年4月7日
- 澀谷春太郎：大正4年4月8日－大正8年3月31日
- 石田德壽：大正8年3月31日－大正11年3月31日
- 加藤虎太郎：大正11年3月31日－大正14年4月1日
- 永田水哉：大正14年4月1日－昭和5年3月25日
- 宮千代哉：昭和5年3月25日－昭和8年3月27日
- 田銀松：昭和8年3月27日－昭和9年3月27日
- 深川彰：昭和9年3月27日－昭和10年8月30日
- 大場有文：昭和10年8月30日－昭和15年3月30日
- 並木次郎哲：昭和15年8月31日－昭和18年3月31日
- 川村秀知：昭和18年4月1日－昭和20年8月14日

民國時期
- 戴英信：民國34年12月1日－民國43年8月30日
- 許耀謙：民國43年8月27日－民國51年3月26日
- 王結定：民國51年3月26日－民國54年4月16日
- 林成奎：民國54年4月16日－民國59年10月9日
- 王克虎：民國59年10月9日－民國67年9月8日
- 許澤溥：民國67年9月8日－民國78年7月30日
- 王基鐘：民國78年8月1日－民國88年10月
- 陳正雄：民國89年2月1日－民國96年7月31日
- 紀榮宗：民國96年8月1日－民國99年7月31日
- 許坤富：民國99年8月1日－民國103年7月31日
- 黃文材：民國103年8月1日－民國111年7月31日
- 張勇生：民國111年8月1日－現任

## 特色
發展手球運動，於2004年、2006年、2008、2015、2016年赴歐洲參加國際手球分齡賽，均榮獲冠軍。

## 學區
- 龍東里
- 龍西里
- 田中里
- 福田里

## 學校人員
班級數/學生
20班，共482人(109學年度)

19班，共487人(112學年度)
教職員人數
50人(109學年度)

47人(112學年度)

## 外部連結
- 龍井國小 （页面存档备份，存于）
- 臺中市教育局全球資訊網 （页面存档备份，存于）